# Национальная библиотека Арубы
Национальная библиотека Арубы (Papiamento : Biblioteca Nacional Aruba, BNA) — главная библиотека Арубы. Она расположена в Ораньестаде и содержит более 100 000 томов.
Библиотека была основана 20 августа 1949 года как публичная библиотека и читальный зал острова. После того, как Аруба получила особый статус независимой территории в 1986 году, Публичная библиотека Арубы (Papiamento: Biblioteca Publico Aruba) официально стала Национальной библиотекой Арубы.
Библиотека имеет филиал публичной библиотеки в Синт-Николас и отдельное здание, Arubiana-Caribiana, в котором размещаются Национальные и специальные коллекции, расположенное в Ораньестаде.